# Wayana
I wayana  sono un gruppo etnico del Brasile, del Suriname, e della Guyana francese.

## Lingua
Parlano la lingua wayana, lingua che appartiene alla famiglia linguistica Karib.

## Insediamenti
Vivono nello stato brasiliano di Amapá e Pará, sul corso superiore e medio del fiume Paru, all'interno del parco nazionale di Tumucumaque e del territorio indigeno del Paru orientale. Sono anche presenti in villaggi nella Guyana francese, sul fiume Marouni, e in Suriname, sul fiume Tapanahoni.